# Dominique Vienne
Pour les articles homonymes, voir Vienne.
Dominique Vienne, né le 10 octobre 1966 à Lyon, est un chef d'entreprise français exerçant principalement dans le secteur de l'énergie et du BTP sur l'île de La Réunion. 
Dominique Vienne est également président du Conseil économique, social et environnemental régional de La Réunion depuis le 28 février 2018,,. Il a été président de la CPME Réunion de 2010 à 2019.

## Biographie
Dominique Vienne est né le 10 octobre 1966 à Lyon de parents réunionnais. Il commence une carrière de technicien dans le groupe Vinci avant de devenir directeur de filiale à La Réunion. En 2004, il crée son entreprise avec des associés dans le domaine de l'installation électrique industrielle. Engagé dans la vie économique du territoire, il devient membre, puis administrateur de la Confédération générale des petites et moyennes entreprises de La Réunion (CGPME Réunion). En juin 2010, il accède à la présidence de l'organisation, et succède ainsi à Pascal Thiaw Kine,. Dominique Vienne est depuis continuellement reconduit dans ses fonctions de président du syndicat patronal devenu CPME Réunion en 2017 ,,,,. 
Élu président Conseil économique, social et environnemental régional de La Réunion le 28 février 2018, Dominique Vienne annonce son intention de "passer la main" à la tête de la CPME Réunion. En mars 2019 Eric Leung lui succède et devient le nouveau président de la CPME Réunion.

## Décorations
- Chevalier de la Légion d'honneur 14 juillet 2019[14].